# 建平镇 (建平县)
建平镇，是中华人民共和国辽宁省朝阳市建平县下辖的一个乡镇级行政单位。

## 行政区划
建平镇下辖以下地区：
建平村、贾台子村、老官杖子村、古山子村、海山皋村、东张营子村、三义号村、栾家窝铺村、惠州村、新邱村、张家窝铺村、下湾子村、胡家店村和马家楼村。